# Надя де Сантьяго
Надя де Сантьяго (ісп. Nadia de Santiago), (3 січня 1990, Мадрид, Іспанія) — іспанська акторка.

## Вибіркова фільмографія
- Клара та Елена (2001) — Елена в дитинстві
- Капітан Алатрісте (2006) — Анхеліка в 14 років
- 13 троянд (2007) — Кармен
- Темний час — Ана
- Міністерство часу (2016) — Роса дель Амо